# Замбійська квача
Замбійська квача — грошова одиниця Замбії. Введена в обіг у 1968 році замість замбійського фунту за курсом 2 квачі за 1 замбійський фунт. Міжнародний код — ZMK. Замбійська квача поділяється на 100 нгвеє.
Назва квача означає мовами н'янья та бемба «світанок», і при прийнятті назви грошової одиниці це було натяком на гасло замбійських націоналістів «Новий світанок волі».
Назва «нгвеє» означає «яскравий» мовою н'янья.
У 2003 році Замбія першою з африканських країн перейшла до друку полімерних банкнот — ними стали банкноти вартістю 500 та 1000 квач.
У січні 2013 року уряд Замбії провів деномінацію національної валюти, зменшивши номінал грошових знаків у 1000 разів. В обіг введено нові банкноти номіналами: 2, 5, 10, 20, 50 і 100 квач. Формат і малюнок на банкнотах відповідає деномінованими банкнотам, проте колірна гамма нових банкнот трохи відрізняється від колишньої серії. На всіх банкнотах нової серії вказано 2012 рік. Поліпшено також захист банкнот від підробок збільшенням захисних ознак нової серії. Всі банкноти виготовлені на паперовій основі.

## Монети
Старі монети:
- ½, 1, 2 нгвеє — 1968 року випуску — бронзові
- 5, 10, 20 нгвеє — 1968 — мідно-нікелеві
- 50 нгвеє — 1969 — мідно-нікелева (зображення)
- 25 та 50 нгвеє; 1, 5, 10 квач — 1992

Сучасні монети:
- 5, 10 та 50 нгвеє; 1 квача — 2012

## Банкноти
Старі банкноти:
- 50 нгвеє (½ квачі) (1968–1973)
- 1 квача (1968–1980)
- 2 квачі (1968–1988)
- 5 квач (1973–1989)

- 50 нгвеє
- 50 нгвеє
- 1 квача
- 2 квачі

- 20 квач
- 50 квач
- 100 квач
- 500 квач
- 1,000 квач
- 5,000 квач
- 10,000 квач
- 20,000 квач
- 50,000 квач

- 20 квач
- 50 квач
- 100 квач
- 500 квач
- 1,000 квач
- 5,000 квач

Сучасні банкноти:
- 2 квачі

5 квач
10 квач
20 квач

500 квач
1,000 квач
5,000 квач
50 квач
50 нгвеє
1 квача
2 квачі

- 100 квач

На усіх баанкнотах зображено орлана африканського (Haliaeetus vocifer).

### Пам'ятні банкноти
З моменту своєї інавгурації в 1964 році і до другої половини 2016 року Банк Замбії випустив дві пам'ятні банкноти. Першою пам'ятною банкнотою стала банкнота в один квача, випущена в 1973 році на честь народження другої республіки — події, коли 13 грудня 1972 року режим на чолі з президентом Кеннетом Каундою вирішив створити однопартійну державу з 1 січня 1973 року.
23 жовтня 2014 року, за день до святкування Дня незалежності, Банк Замбії представив свою другу в історії пам'ятну банкноту. Банкнота номіналом 50 квача була випущена на честь 50-ї річниці незалежності. На відміну від попередніх пам'ятних банкнот і монет Замбії, нова пам'ятна банкнота стала першою пам'ятною банкнотою, дозволеною до обігу в якості законного платіжного засобу в країні, з тими ж характеристиками, що й існуючі банкноти номіналом 50 квача.